# Luonnonmaa
Luonnonmaa es una isla en la ciudad de Naantali, en el suroeste de Finlandia. En su mayor parte está integrada en el área de la ciudad, pero solo una fracción de su población, ya que otra parte está dispersa. Previamente perteneció al municipio rural de Naantali (Naantalin maalaiskunta), pero el municipio fue anexado a la ciudad de Naantali en 1964. La isla alberga el castillo de Kultaranta, la residencia oficial de verano del presidente de la República de Finlandia.